# Пилунский, Ярослав Леонидович
Яросла́в Леони́дович Пи́лунский (укр. Ярослав Леонідович Пілунський, род. 1 марта 1972, Симферополь, Украинская ССР, СССР) — украинский кинооператор. Известен работой над фильмами «Братья. Последняя исповедь», «Вавилон'13» и «Вий». Лауреат Национальной премии Украины имени Тараса Шевченко (2018). Награждён орденом «За заслуги» III степени (2024).

## Биография
Отец — Леонид Пилунский.
Ярослав Пилунский учился в Киевском государственном университете театра, кино и телевидения по специальности «оператор-постановщик». Начинал свою деятельность с видеоклипов и рекламных роликов. Он снимал клипы для ТНМК, Green Grey, Тины Кароль, Анастасии Приходько, ТИК , Христины Соловий, The Hardkiss и других украинских исполнителей.
Самым весомым достижением Ярослава Пилунского как кинооператора стал игровой фильм «Братья. Последняя исповедь», снятая режиссёром Викторией Трофименко по мотивам романа «Шмелиный мёд» шведского писателя Торгни Линдгрена. Мировая премьера фильма состоялась 28 ноября 2013 года в главном конкурсе на индийском международном кинофестивале в Гоа, а в Украине — 18 сентября 2014 года в главном конкурсе на международном кинофестивале «Молодость». Его кинооператорская работа в фильме отмечена специальным призом на Трускавецком международном кинофестивале телевизионных фильмов «Корона Карпат» в 2014 году.
Весной 2014 года во время аннексии Крыма вместе с другим оператором Юрием Грузиновым провёл 6 дней в плену крымской «самообороны», а впоследствии объявлен «персоной нон грата» в России.
В 2016 году основал волонтерскую образовательную программу для детей Жёлтый автобус. Это кинолагерь, где детей учат разнообразным кинематографическим ремеслам.
В 2018 году вместе с режиссёром Владимиром Тихим, операторами Сергеем Стеценко и Юрием Грузиновым удостоен Шевченковской премии за цикл историко-документальных фильмов о Майдане 2014 года.

## Фильмография

### Оператор
Телевидение
- Дух земли (Украина, 2003) — 6 серийный телесериал
- Бункер, или Ученые под землей (Россия, 2006) — 20 серийный телесериал
- Пуговица (Украина, 2008) — телефильм
- Красная Шапочка (Россия, Украина, 2008) — телефильм-мюзикл
- Мадмуазель Живаго (Франция, Украина, 2011) — телефильм из 9 короткометражек

Краткометражки художественные
- Света (Украина, 2010) — киноальманах «Мудаки. Арабески»
- Почти любовь (Украина, 2011) — киноальманах Украина, Goodbye!
- Сердце моё, Астана (Казахстан, 2011) — киноальманах из 10 короткометражек.
- Сильнее, чем оружие (Украина, 2014) — киноальманах Вавилон'13
- Дідочок (Украина, 2015)
- Кровянка (Украина, 2016)

Полнометражные документальные
- Манящий, сладкий, без границ, или Песни и танцы о смерти (Украина, 2017)
- Переломный момент: Война за демократию в Украине (Украина, США, 2017)

Полнометражные художественные
- Оранжевая любовь (Украина, 2006)
- Инди (Россия, Украина, 2007)
- Братья. Последняя исповедь (Украина, 2013)
- Вий (Россия, Германия, Чехия, Великобритания, Украина, 2014)

Музыкальные клипы
- «Люба Люба» — Танок на майдані Конго (2001)
- «Мамо» — Анастасия Приходько (2009)
- «Антигейша» – ВИА Гра (2009)
- «Помню» — Тина Кароль (2013)
- «Жизнь продолжается» — Тина Кароль (2013)
- «В одному човні» — Green Grey (2018)
- «Плакала» — KAZKA (2018)

### Режиссёр
Полнометражные документальные фильмы
- Первая сотня (2018) — сорежиссёр вместе с Юлией Шашковой и Юрием Грузиновым

## Гражданская позиция
В мае 2018 года записал видеообращение в поддержку заключённого в России украинского режиссёра Олега Сенцова.